# Strežnik
V računalništvu ima strežnik dva pomena:
- program, ki daje na voljo storitve drugim programom
- računalnik v omrežju, ki daje svoje podatke (disk, ...) na voljo drugim računalnikom